# Michael Hutchence
Michael Kelland John Hutchence (Sydney, 22 de janeiro de 1960 — Sydney, 22 de novembro de 1997) foi um músico australiano. Ele ficou conhecido mundialmente como vocalista da banda de pop rock INXS.

## Biografia

### Stay Young: o começo da carreira
Michael Hutchence nasceu em Lane Coast, subúrbio de Sydney. Filho de Kelland Frank Hutchence e Patricia Glassop, Michael tem outros dois irmãos: Tina Hutchence - nascida em 1947, filha do primeiro casamento de Patricia, e Rhett Hutchence, dois anos mais novo que Michael. Seus avós paternos eram Frank Hutchence e Melbs, da Inglaterra, que se estabeleceram em Sydney em 1922.
Aos 4 anos, Michael foi para Hong Kong com a família, devido a proposta de emprego que o pai aceitou.
Michael estudava na escola King George V School. Durante os longos anos em que residiu em Hong Kong, aprendeu cantonês, natação e escrevia constantemente poesias. Sua primeira "atuação" foi gravando a voz de brinquedo de Papai Noel para uma loja local, aos 8 anos. Alguns anos depois, a família retornou à Austrália. Durante uma briga na escola, Michael conheceu Andrew Farriss, que o ajudou a se defender pois tinha um "amigo forte". Mais ou menos na mesma época, os pais de Michael se divorciaram, e ele morou nos Estados Unidos com a mãe, que trabalhava de maquiadora com artistas. Nessa época, o jovem Michael era amigo de Nastassja Kinski.
Mais uma vez retornando à Austrália, Michael conheceu o resto da família Farriss, que tinha uma banda chamada Farriss Brothers: Andrew, Tim e Jon. Quando a banda migrou para o nome permanente, INXS, ganhou o restante dos integrantes: Garry Gary Beers nos baixos e tocando sax e guitarra, Kirk Pengilly.
Em 1980, a banda gravou o primeiro álbum, INXS. O primeiro single foi "Simple Simon", seguido pelo primeiro hit "Just Keep Walking". Michael e Andrew era a dupla criativa das letras do INXS.
Durante a década de 1980, a ascensão do INXS era notória, não só na Austrália, mas pelo mundo todo. Michael ganhava o destaque cada vez mais, devido a seu talento, beleza e carisma no palco e fora dele. Ainda assim, os mais próximos de Michael insistem que o verdadeiro Michael era uma pessoa insegura quanto a seu visual e até mesmo tímido. Em uma entrevista no DVD Live Baby Live, Michael revela que tinha problemas de visão e que só enfrentava grandes plateias porque não subia aos palcos com suas lentes de contato.
Indo para a capa da Rolling Stone, foi comparado a Jim Morrison e Mick Jagger devido ao sex appeal e presença de palco.

#### Carreira solo, cinema e romances
Hutchence estava cada vez mais presente nos holofotes da mídia. Recusou algumas vezes propostas de revistas para matéria de capa por ter sido chamado sem a banda. Em 1987, junto ao diretor de videoclipes do INXS e amigo pessoal Richard Lowenstein, gravou o filme Dogs in Space, lançado em DVD em 2009.
No mesmo ano, o álbum Kick explodiu no mundo todo com os principais hits do INXS, como "Never Tear us Apart", "New Sensation" e "Need You Tonight", que foi o principal vencedor do MTV Video Music Awards da época. Logo após o álbum que lançou em definitivo o INXS para o reconhecimento mundial, Michael partiu para a carreira musical solo, sem abandonar a banda. O projeto, chamado Max Q, teve a colaboração de Ollie Olsen, e pouco lembrava o INXS.
Em 1990, Michael, mais uma vez, apostou na carreira cinematográfica, participando do filme Frankenstein Unbound, no papel de Percy Shelley.
Na época, Michael começou o namoro com a cantora pop Kylie Minogue. A mídia falava que Michael estava "corrompendo" Kylie, mas na verdade foi o primeiro passo para transformá-la numa das mulheres mais sexies do pop. Em meados de 1992, a relação entre Michael e Kylie esfriou, o que direcionou Hutch a seu novo romance, com a modelo Helena Christensen. Após dois meses apenas por telefone, Michael e Helena assumiram um relacionamento sério, e foram parar até em desfiles com estilistas famosos. Michael passava grande parte do seu tempo livre na sua villa em Nice, sul da França, onde cultivou amizades com os vizinhos famosos Bono, Simon Le Bon, Naomi Campbell,  Johnny Depp, Kate Moss, The Edge, Lenny Kravitz e Larry Mullen Jr. Michael emprestou a Johnny Depp uma de suas camisas favoritas e, acidentalmente, a camisa pegou fogo numa das festas em Paris. Michael se hospedou várias vezes em hotéis com o nome de Fred Flintstone e Dick Strangelove.
Ainda em 1992, Michael sofre uma agressão por parte de um taxista enquanto andava de bicicleta na Dinamarca. Em sequência da agressão Michael bateu com a cabeça na calçada e como consequência, perdeu o olfato e parte do paladar, recuperando apenas uma pequena porcentagem destes ao longo dos anos. Foi nessa época que Michael iniciou o uso de antidepressivos.

### De 1994 a 1997
O INXS já não tinha mais o auge alcançado com Kick, em 1987, e isso era ressaltado pela mídia.
Em 1994, após três álbuns de estúdio pós-Kick, o INXS lançava o álbum "The Greatest Hits".
Michael participou do programa "Big Breakfast" no mesmo ano, onde os astros eram entrevistados na cama pela apresentadora Paula Yates. O que aparentemente era mais uma entrevista de Paula era, na verdade, seu novo affair. Michael e Paula já tinham um caso antes do próprio terminar com Helena Christensen. Paula também não tinha se divorciado do marido, o ativista Bob Geldof, com quem era casada desde os 17 e tinha 3 filhas. O romance entre os dois foi destaque na mídia quando foram surpreendidos num hotel pelos papparazzis. A amiga de Paula, Gery Agar, conta que Paula chamou os fotógrafos para que Michael terminasse de vez com Helena Christensen.
De namoro assumido, Paula pediu o divórcio do marido e a guarda das três filhas: Peaches, Pixie e Fifi Geldof. Em 1995, o casal divulgou que Paula estava grávida da primeira filha do casal. Heavenly Hiraani Tiger Lily Hutchence nasceu no dia 22 de Julho de 1996, em Londres. Hiraani, um dos nomes da filha de Michael, significa "princesa do mais lindo céu" em polonês. Bono foi chamado para ser padrinho da filha de Michael, mas recusou devido à sua amizade com Bob Geldof. Michael estava extremamente feliz e encantado pela experiência de ser pai, mas os outros problemas de sua vida pessoal não sumiram.
Michael já foi alvo da língua afiada de Liam Gallagher. Além da ofensa em público na premiação do MTV Europe Music Awards, Liam ofendeu Paula e os dois brigaram nos bastidores da festa, com direito a soco na cara. Liam foi expulso.
"Never Tear us Apart" foi escrita para a namorada de Michael, Michelle Bennett, "Suicide Blonde" foi escrita sobre Kylie Minogue, "Heaven Sent" foi dedicada a Helena Christensen e "Girl on Fire" foi escrita sobre Paula Yates.
O novo álbum do INXS, "Elegantly Wasted", não foi bem recebido pela mídia. A banda estava prestes a entrar em uma turnê mundial e Michael não estava preparado, devido à sua vida pessoal, que ganhava cada vez mais destaque nos tabloides britânicos. Paralelo ao que seria o último álbum inédito com o INXS, Michael também gravava seu álbum solo com Andy Gill e pensava em seguir a carreira de ator.
No meio da batalha judicial pela guarda das crianças, a polícia de Londres achou, na casa onde a família residia, um embalagem de doces com drogas.  Assumindo Michael ser um risco às crianças, a justiça estava mais favorável a Bob Geldof quanto à guarda das três meninas, que deveriam ficar em Londres, enquanto Michael queria trazê-las junto com a sua filha para Sydney.
O uso de fortes antidepressivos, drogas e álcool deixou Michael alterado na noite de 21 de Novembro de 1997. Após se divertir com alguns amigos, Michael voltou ao hotel sozinho e iniciou algumas ligações. A primeira foi à Martha Troup, empresária do INXS. Michael, aparentemente chorando, gravou uma mensagem na secretária eletrônica, dizendo que não aguentava mais, e que não queria fazer a turnê de 20 anos da banda. Ao conversar com Paula, ficou sabendo que Geldof não havia autorizado que as crianças fossem à Austrália para o final de ano. Paula informou que não poderia ir à Austrália sem suas filhas, negando também levar Tiger, filha do casal, que Michael não via há quatro meses. Alterado, Michael informou que ligaria para Bob Geldof. Alguns vizinhos de quarto disseram que ouviram barulho e gritos vindo do quarto de Michael, que seria sua discussão com Bob.

### Morte
Michael falou com a ex-namorada Michelle Bennett, com quem combinou um almoço no dia seguinte. Michelle passou logo de manhã, no dia 22, no quarto de Michael, mas presumiu que este estava dormindo, já que não obteve resposta deste. Foi uma camareira que abriu a porta e encontrou Michael sem vida, logo após. Ele havia morrido enforcado com o próprio cinto preso à maçaneta da porta.
Apesar de suspeita de asfixia autoerótica, a versão oficial diz que ele se enforcou com um cinto.
Segundo Rhett, irmão de Michael, o quarto estava todo revirado. O pai de Michael, Kelland Hutchence, ficou sabendo da morte do filho por um telefonema de uma rede de TV. Paula logo viajou para a Austrália com a filha Tiger.
A cerimônia ocorreu na igreja de Santo André em Sydney, com transmissão nacional. Milhares de pessoas acompanharam do lado de fora da catedral. O caixão de Michael foi coberto por flores (Iris) e uma única tigerlily (lírio), representando a filha. Ele foi cremado, e parte das cinzas foram espalhadas em Sydney.

### Vida após Michael
Paula perdeu a guarda das filhas para Bob. Pouco tempo depois, tentou o suicídio, e foi para uma clínica de reabilitação, onde recebia a visita das filhas. Paula batizou Tiger na Austrália, mas não tinha um bom relacionamento com parte da família Hutchence. Às revistas, Paula ainda chorava a morte de Michael, chegou a culpar Bob Geldof e afirmar que Michael não cometera suicídio, apesar dos laudos oficiais e amigos mais próximos de Michael terem certeza de que ele tirou a própria vida. No dia 17 de Setembro de 2000, Paula foi encontrada morta pela própria filha, Tiger Lily, de quatro anos. Tiger avisou aos prantos a uma amiga da mãe que não conseguia acordá-la. Paula morreu de overdose- possivelmente proposital - no mesmo dia do aniversário da filha mais nova com Geldof, Pixie.
Após o ocorrido, Tiger provisoriamente foi morar com Bob Geldof e as três irmãs. Apesar das tentativas na justiça de ganhar a guarda da menina, a família Hutchence acabou perdendo. A família de Michael tem pouco contato pessoal com a menina, que mora atualmente em Londres. Ela chegou a gravar músicas com o amigo do pai, Andy Gill, em 2004. Tiger se refere a Geldof como "pai" e chama Michael de "pai de verdade". Tiger ganhou o sobrenome Geldof em 2008, após ser legalmente adotada por Bob.
Patricia Glassop, mãe de Michael, está sempre na imprensa acusando Bob por não ter acesso à neta. Geldof não se pronuncia a respeito, mesmo mantendo uma organização não governamental favorável a avós que perdem o contato com os netos.
A herança de Michael ainda é um mistério. Seu testamento deixava o primeiro milhão ao Greenpeace, metade da herança para a filha Tiger e a outra metade a ser dividida entre Paula e a família dele. Até hoje, ninguém recebeu nada, apesar de seu advogado Colin Diammond afirmar que Tiger receberá após atingir a maioridade. Entre poucos objetos, a mãe de Michael afirma ter recebido por parte da justiça apenas o cinto usado por Michael em seu suicídio.
Em 2007, 10 anos sem Michael, ocorreu uma homenagem em Sydney. 16 bandeiras de diversos países, incluindo o Brasil, rodaram o mundo com assinaturas e mensagens dos fãs. As bandeiras ficaram expostas no memorial construído em homenagem a Michael.
O INXS seguiu carreira com vários cantores após Michael, entre eles Terence Trent D'arby e Jon Stevens. Ficou dois anos com JD Fortune, escolhido no reality show "Rockstar", mas, em 2009, JD foi "demitido".
Atualmente, o INXS prepara uma álbum em homenagem a Michael, que faria 50 anos em 2010. Entre os convidados, estão Rob Thomas, Brandon Flowers e Gary Lightbody.
Os membros remanescentes da banda The Doors iriam chamar Michael para gravar com a banda algumas músicas.
Michael era fã da banda Portishead. A influência pode ser conferida no seu álbum solo póstumo.
Johnny Depp foi cogitado para fazer o papel de Michael no cinema, mas já negou por antecedência. Depp, que foi um amigo próximo de Michael, diz que ele não é a pessoa certa para isso.

## Discografia

### Álbuns

#### Com INXS
- INXS (1980)
- Underneath the Colours (1981)
- INXSlive - compilation album (1982)
- Shabooh Shoobah (1982)
- Dekadance (1983)
- The Swing (1984)
- Listen Like Thieves (1985)
- Kick (1987)
- X (1990)
- Live Baby Live — recorded live at Wembley Stadium (1991)
- Welcome to Wherever You Are (1992)
- Full Moon, Dirty Hearts (1993)
- Elegantly Wasted (1997)

#### Outros álbuns
- Max Q, mesmo título do nome da banda Max Q (1989)
- Michael Hutchence (1999)

### Trilhas sonoras
- "Speed Kills" com Cold Chisel e "Forest Theme" no Freedom Original Motion Picture Soundtrack (1982)
- "Sex Symbol" e "Jungle Boy" de Flame Fortune (1985)
- "Do Wot You Do" do filme Pretty in Pink (1986)
- "Dogs In Space", "Golf Course", "The Green Dragon", e "Rooms For The Memory" de Dogs In Space Original Motion Picture Soundtrack (1987)
- "Laying Down the Law" (com Jimmy Barnes) e "Good Times" do filme Garotos Perdidos (1987)
- "Under My Thumb" no album Symphonic Music of the Rolling Stones (1994)
- "Baby Let's Play House" no tributo It's Now or Never: The Tribute The Elvis (1994)
- "The Passenger" para o filme Batman Eternamente (1995)
- "Spill the Wine" no filme Barb Wire (1996)
- "Red Hill" para o álbum One Voice: The Songs of Chage and Aska (1996)
- "The King Is Gone" para o CD The Heads - No Talking Just Head (1996)

## Homenagens
- Nick Cave cantou a música "Into My Arms" no funeral de Michael Hutchence. Em respeito a Michael, Nick pediu que a música não fosse gravada.
- U2 e Bono sempre lembram de Michael durante os shows.
  - Em 2002, o álbum All That You Can't Leave Behind trouxe a música "Stuck in a Moment You Can't Get Out Of", que Bono, amigo de Michael, escreveu a respeito do suicídio de Michael. Bono se refere à música como uma conversa que teria com Michael a respeito disso, e afirma que se ele tivesse parado alguns minutos antes de fazer o que fez, ainda estaria vivo.
  - Bono cantou "Gone" na Popmart Tour para Michael e, comovido, dedicou "One", se referindo a Michael como um grande cantor e pai.
  - Na Elevation Tour, Bono grita "Hutch" antes de Gone.
  - Na Vertigo Tour em 2006, Bono disse "Blow a kiss to Heaven to Michael Hutchence" ("mandem um beijo a Michael Hutchence no Céu") antes de tocar "With or Without You".
  - Na turnê U2360º, Bono cantou o trecho de uma música de Michael Jackson e, antes de passar para "Stuck in A Moment", disse "de um Michael para o outro".
  - Também na turnê U2360º, em Melbourne, Bono relembra Michael Hutchence antes de "Stuck in a Moment You Can't Get Out Of".
  - Ainda na turnê U2360º, desta vez em Sydney, Bono intercalou, as canções "All I Want Is You" e "Love Rescue Me", com trechos de "Need You Tonight", "Never Tear Us Apart", ambas músicas dos INXS, e "Slide Away", dueto que tinha feito com Michael, que está presente no álbum solo póstumo de Michael de 1999.
- Simon Le Bon, da banda Duran Duran, escreveu "Michael, You've Got a Lot to Answer For" para Hutchence. Trecho da música:

"Trust you to get caught up in somebody's war; you'll come out of it all intact, I'm sure.
Just remember what friends were put here for;
Michael, you've got a lot to answer for, and I know that you're gonna call... if you need me."
"Confie em você para se deixar levar na guerra de alguém; você vai sair de tudo intacto, tenho certeza.
Apenas lembre para que os amigos foram colocados aqui;
Michael, você tem muito para responder, e eu sei que você vai ligar... se você precisar de mim."
- A música "Private Man" da banda Powderfinger é um tributo a Hutchence.
- Simple Minds dedicou "Gloria" a Michael.
- Após o show, Prince tocou "What You Need" em memória dos 10 anos de sua morte, em 2007.
- Michael Stipe, do R.E.M., dedicou "Everybody Hurts" a Michael, em um show em Sydney.
- No final de 2012, a cantora e compositora australiana Courtney Barnett tocou na íntegra o álbum Kick de 1987 numa seção do "Summer Of Classic Albums" promovido pela Pure Pop Records de Melbourne.
- Em 2014, na turnê Kiss Me Once, que leva o mesmo nome de seu décimo segundo álbum de estúdio, Kylie Minogue, sua ex-namorada, homenageou o cantor performando a música "Need You Tonight".